# Koncil v Rimini
Koncil v Rimini se konal roku 359 v severoitalském Rimini (Arminiu) a zabýval se řešením sporu mezi stoupenci Nikajského koncilu a ariány.
Koncil v Rimin svolal císař Constantius II. a účastnilo se ho na 400 biskupů. Přijal umírněně ariánské tvrzení, že Syn (Ježíš) je podobný Otci.[zdroj⁠?!] Je považován za prohru ortodoxního tábora stojícího za Nicejským vyznáním.